# Руабон
Руабон (фр. Roybon) — коммуна во Франции, находится в регионе Рона — Альпы. Департамент коммуны — Изер. Входит в состав кантона Руабон. Округ коммуны — Гренобль.
Код INSEE коммуны — 38347. Население коммуны на 2006 год составляло 1 283 человека. Населённый пункт находится на высоте от 436  до 729  метров над уровнем моря. Муниципалитет расположен на расстоянии около 460 км юго-восточнее Парижа, 65 км юго-восточнее Лиона, 39 км западнее Гренобля. Мэр коммуны — M. Marcel Bachasson, мандат действует на протяжении 2008—2014 гг.
Динамика населения (INSEE):